# Menlo (Kansas)
Menlo és una població dels Estats Units a l'estat de Kansas. Segons el cens del 2000 tenia 57 habitants.

## Demografia
Segons el cens del 2000, Menlo tenia 57 habitants, 22 habitatges, i 11 famílies. La densitat de població era de 183,4 habitants/km².
Dels 22 habitatges en un 40,9% hi vivien nens de menys de 18 anys, en un 54,5% hi vivien parelles casades, en un 0% dones solteres, i en un 45,5% no eren unitats familiars. En el 40,9% dels habitatges hi vivien persones soles el 18,2% de les quals corresponia a persones de 65 anys o més que vivien soles. El nombre mitjà de persones vivint en cada habitatge era de 2,59 i el nombre mitjà de persones que vivien en cada família era de 3,83.
Per edats la població es repartia de la següent manera: un 35,1% tenia menys de 18 anys, un 5,3% entre 18 i 24, un 28,1% entre 25 i 44, un 24,6% de 45 a 60 i un 7% 65 anys o més.
L'edat mediana era de 29 anys. Per cada 100 dones de 18 o més anys hi havia 105,6 homes.
La renda mediana per habitatge era de 16.250 $ i la renda mediana per família de 27.500 $. Els homes tenien una renda mediana de 26.071 $ mentre que les dones 21.250 $. La renda per capita de la població era de 9.475 $. Entorn del 25% de les famílies i el 17,6% de la població estaven per davall del llindar de pobresa.

## Poblacions més properes
El següent diagrama mostra les poblacions més properes.